# Norman Hoop
Norman Hoop (* 5. Mai 1970) ist ein ehemaliger liechtensteinischer Fussballspieler.

## Karriere

### Verein
In seiner Jugend spielte Hoop für den USV Eschen-Mauren, bei dem er 1990 in den Herrenbereich befördert wurde. Ein Jahr später schloss er sich auf Leihbasis dem FC Triesen an. Nach seiner Rückkehr zum USV Eschen-Mauren folgte 1994 ein erneuter Wechsel zum FC Triesen. Im Dezember 1997 unterschrieb er einen Vertrag beim Schweizer Verein FC Buchs. 1999 verpflichtete ihn erneut der FC Triesen, für den er dann bis zu seinem Karriereende 2004 aktiv war.

### Nationalmannschaft
Hoop absolvierte sein einziges Länderspiel für die liechtensteinische Fussballnationalmannschaft am 30. Mai 1990 beim 1:4 gegen die Vereinigten Staaten im Rahmen eines Freundschaftsspiels.